# Свадебная песня
«Свадебная песня» (венг. Nászdal) — немой драматический венгерский фильм 1918 года режиссёра Альфреда Деэши. Главные роли исполнили Бела Лугоши и Карой Лайтаи, который впоследствии станет режиссёром первого фильма в истории, в названии которого будет упомянут Дракула — «Смерть Дракулы» (1921).
По состоянию на 2021 год фильм считается утерянным.

## Сюжет
Пол Бертрам — известный скрипач, он счастливо живёт со своей женой Сильвией и дочкой. Неприятности начинаются, когда пианист Изау влюбляется в Сильвию и безуспешно пытается её соблазнить, прямо во время медового месяца Бертрама и Сильвии. Между Бертрамом и Изау происходит дуэль, в результате которого Бертрам убивает своего противника, а затем убегает в лес, а его жена ошибочно полагает, что его убил Изау. Полиция ловит Бертрама и сажает в тюрьму, думая, что это Изау. Находясь в тюрьме, Бертрам играет мелодию, которую он написал для Сильвии. Она узнаёт своего мужа и его выпускают. Супружеская пара отправляется во второй медовый месяц.

## В ролях
| Актёр                                      | Роль                              |
| ------------------------------------------ | --------------------------------- |
| Бела Лугоши (под псевдонимом Arisztid Olt) | скрипач Пол Бертрам               |
| Карой Лайтаи                               | пианист Изау                      |
| Клара Петерди                              | Сильвия, жена Бертрама            |
| Ирен Барта                                 | дочка Бертрама                    |
| Рихард Корнай                              | Стрём Тивадар, бюро расследований |
| Карой Хатвани                              | Карой Стрём                       |

## Производство
Большая часть ролей Лугоши в Венгрии была сыграна для студии Star Film Company. Это была одна из крупнейших киностудий Будапешта того времени. Многие фильмы для студии снимал Альфред Деэши и именно он уговорил Белу Лугоши попробовать сняться в кино. В 1917 и 1918 годах Лугоши сыграл по меньшей мере в восьми венгерских немых фильмах и почти во всех них режиссёром был Деэши.
Лугоши выступал под псевдонимом Аристид Ольт (венг. Arisztid Olt). Этот псевдоним он использовал во всех фильмах Star Film Company. Карой Лайтаи который исполнил в этом фильме одну из главных ролей, спустя несколько лет снял самый первый фильм в названии которого упоминается Дракула — «Смерть Дракулы» (1921). Бела Лугоши к тому времени уже эмигрировал в США. Фильм не сохранился до наших дней, но считается, что именно в нём персонаж Дракула в образе вампира появился впервые в истории кинематографа.

## Релиз
Предварительный показ состоялся 27 февраля 1918 года и был впервые показан в театре «Корсо» в Будапеште. В прокат фильм вышел 8 апреля 1918 года.
Фильм считается утерянным: на 2021 год не известно ни одной сохранившейся копии.

## Критика
Один из критиков высоко оценил «богатое сценическое оформление» и «почти сказочное» качество постановки. Другой заметил: «Невероятно тонкая мозаика эпизодов составляет возвышенный сюжет, который появляется на большом экране благодаря классически художественной трактовке Аристида Ольта и удивительно приятной игре Клары Петерди».